# Ninja Boy
Ninja Boy är det svenska skabandet The Fitzgeralds' första och enda EP, utgiven 1996 på  Ampersand Records.

## Låtlista
Där inte annat anges är låtarna skrivna av The Fitzgeralds.
1. "Ninja Boy"
2. "Sunshine or Rain"
3. "Ai Ai Ai"
4. "Go Jamaica"
5. "Holy Smoke" (Iron Maiden)

## Personal
- Leon Anderson - bas, bakgrundssång
- Martin Eirell - sång
- Andreas Folmerz - gitarr, bakgrundssång
- Ronnie Hammarstedt - gitarr, bakgrundssång
- Anna Lindgren - trombon
- Roger Persson - ljudtekniker
- Love Sundlöf - trummor, bakgrundssång
- Jenny Söderberg - trumpet
- Janne Widmark - formgivning
- Johan Wiksten - gitarrsolo ("Holy Smoke")
- Jacke Öjeryd - foto

### Fotnoter
1. 1 2  ”Ninja Boy”. Discogs.com. http://www.discogs.com/Fitzgeralds-Ninja-Boy/release/1406411. Läst 4 april 2012.